# Pluvier à tête rousse
Anarhynchus ruficapillus
Espèce
Synonymes
Charadrius ruficapillus
Statut de conservation UICN

 LC  : Préoccupation mineure
Le Pluvier à tête rousse (Anarhynchus ruficapillus, anciennement Charadrius ruficapillus) est une espèce d'oiseaux placée dans la famille des Charadriidae.

## Description
Il mesure 14 à 16 cm de longueur, a une envergure de 27 à 34 cm et un poids de 35 à 40 g.
Le ventre et le front sont blancs; le dessus est principalement gris-brun. Le mâle adulte a la couronne et l'arrière du cou roux. La femelle est d'un roux plus pâle avec la couronne et l'arrière du cou brun-gris avec un lore pâle. Le dessus des ailes est d'un brun sombre et le dessous des rémiges primaires a une bande blanche visible en vol.

## Distribution
Cet oiseau est répandu à travers l'Australie et à Timor. Il à été observé en Nouvelle-Zélande.

## Habitat
Il vit dans les zones côtières: estuaires, baies, plages, vasières, zones humides d'eau salée.

## Alimentation
Il se nourrit principalement de petits invertébrés, en particulier de mollusques, de crustacés et de vers.

## Reproduction
Il niche sur le sol à proximité des zones humides; le nid est une petite dépression dans le sol sans ou avec un léger aménagement. La femelle pond deux œufs jaune-beige irrégulièrement tachetés de noir. La période d'incubation est de 30 jours; elle est principalement effectuée par la femelle. Les jeunes sont vite indépendants et nidifuges.

## Galerie

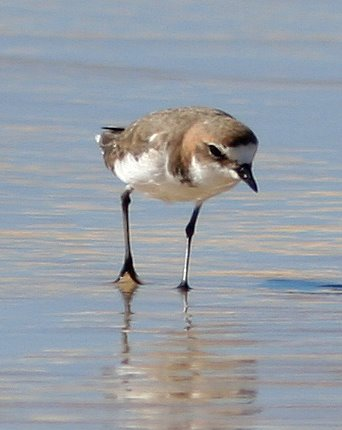
femelle
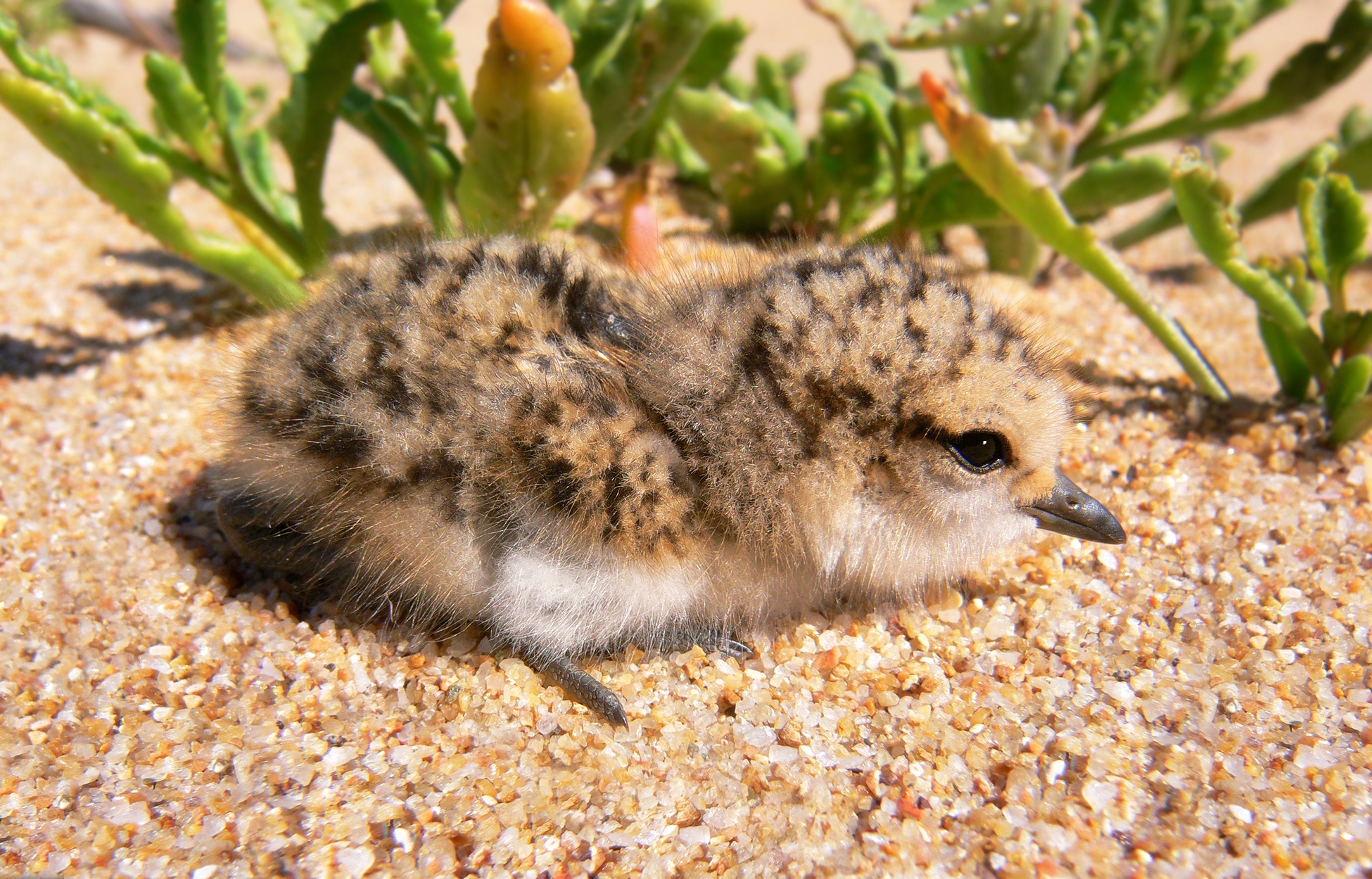
Poussin, adoptant une position camouflée qui l'aide à éviter d'être détecté par les prédateurs comme les goélands et les corbeaux
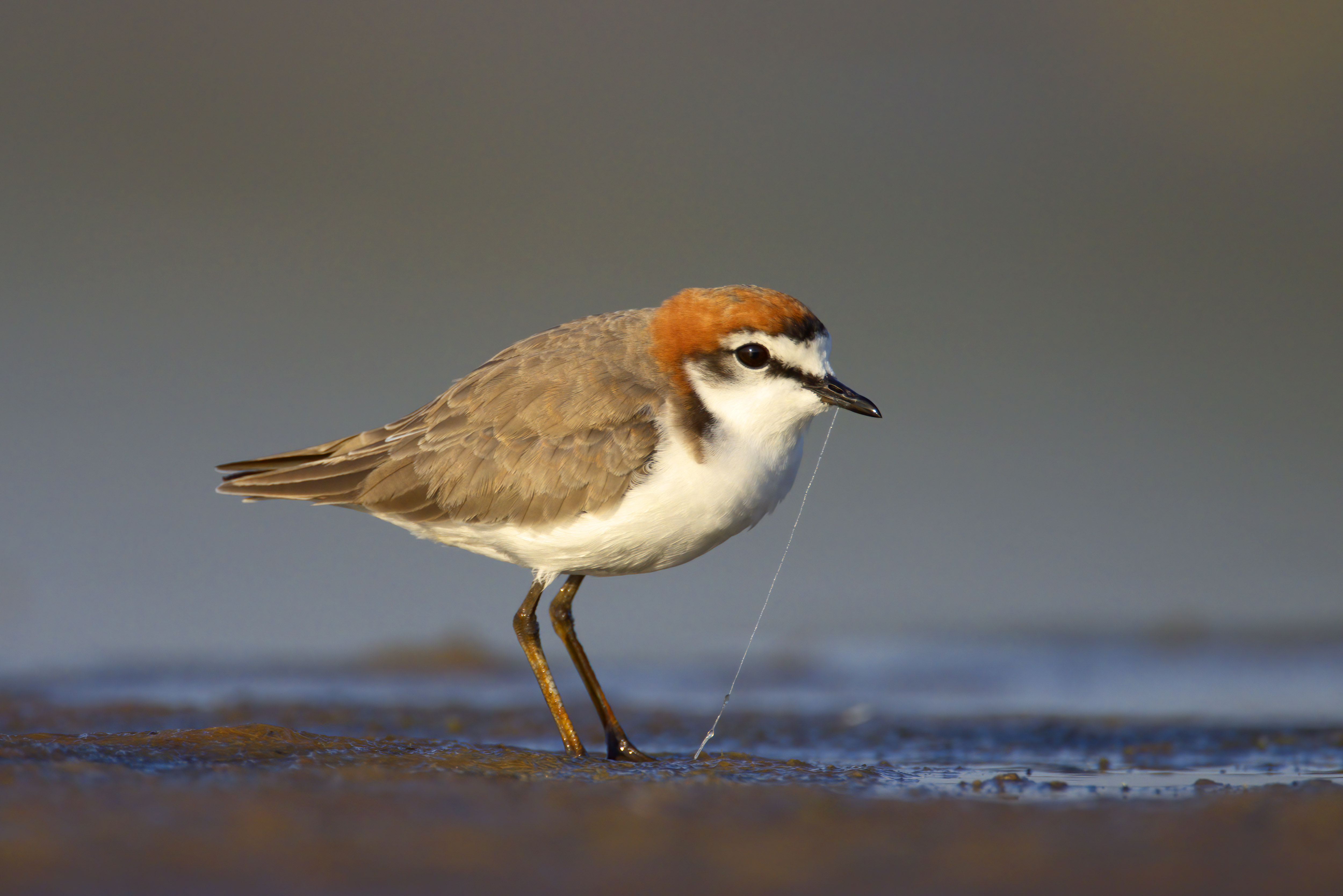
Pluvier à tête rousse au parc national de la baie de Jervis, Australie. Février 2021.